# Louie Weaver
Louie Weaver (født 13. juli 1951 in Nashville, Tennessee, U.S.A.) er en kristen musiker. Ud over at spille tromme i Petra er Louie Weaver også kendt for sin passion for Mickey Mouse, som han har på tøjet og på trommerne under koncerterne. Han blev fyret efter 22 år i Petra, men siden hen har han været med i Viktor.